# Ducado de Aquitania
El ducado de Aquitania (en occitano: Ducat d'Aquitània, en francés: Duché d'Aquitaine, pronunciación en francés: /dy.ʃe da.ki.tɛn/) fue una entidad feudal medieval en las zonas occidental, central y sur de la actual Francia, al sur del río Loira, aunque su extensión, así como su nombre, cambiaron considerablemente durante los siglos, a veces comprendiendo gran parte de lo que hoy es el suroeste de Francia (Gascuña) y el centro de Francia.
El duque de Aquitania era uno de los seis pares laicos originales (a partir de 1180 con Ricardo Corazón de León, primer duque-par de Aquitania).
Su extensión correspondía aproximadamente con el territorio que, hasta 2015, correspondía a la homónima región de Aquitania.

## Historia
La nueva entidad se originó en el siglo VII como un ducado bajo soberanía franca, en última instancia, una recreación de las provincias romanas de Aquitania primera, Aquitania segunda y Aquitania tercera. Se supone que fue creado en el año 675 a la muerte de Childerico II, si bien su cronología es confusa antes del año 877, siendo en ocasiones considerado como un reino o un ducado. Como ducado, se separó después de la conquista del independiente ducado de Aquitania de Gaiferos (Waifer), pasando a convertirse en un sub-reino del Imperio carolingio, con el tiempo subsumido en la Francia Occidental después de la partición de Verdún en 843.
En 877, el reino de Aquitania se dividió en dos ducados, un ducado de Gascuña (antiguo ducado de Vasconia), al sur del río Garona, y el ducado de Aquitania (más tarde llamado Guyena) que tenía la capital en Burdeos y que comprendía entonces los feudos del condado de Gascuña, del condado de Armagnac, del condado de Fezensac, del condado de Perigord, del condado de Poitou, del condado de Angulema, de la Saintonge y del condado de la Marche.
En 1058, ambos ducados se reagruparon aunque el nombre de Guyena se seguiría usando ocasionalmente para identificar el ducado.
En 1152 la reina Leonor de Aquitania —hija del duque Guillermo X y que fue en la Edad Media uno de los personajes más influyentes de toda Europa— tras el fracaso de su primer matrimonio con el rey Luis VII de Francia, se casó con el duque de Normandía y conde de Anjou, que se convirtió en rey de Inglaterra en 1154 bajo el nombre de Enrique II Plantagenêt. Esto supuso una Aquitania ampliada, que prometió lealtad a la dinastía de Anjou, que también pasó a reinar en Inglaterra. Hacia 1170, Ricardo Corazón de León se convirtió en conde de Poitiers y duque de Aquitania. Fue coronado en Limoges, lugar tradicional de coronación y consagración de los reyes y duques de Aquitania. Toma especial importancia esto en 1204 a la muerte de Leonor, cuyas vastas posesiones (que superaban en extensión a los dominios directos del rey de Francia) pasan a engrosar las posesiones inglesas en suelo francés.
El ducado de Aquitania tomó el nombre de ducado de Guyena en el momento en que el Tratado de París fue firmado el 12 de abril de 1229 entre el rey San Luis y el conde Raimundo VII de Tolosa, que cedió gran parte de la región de Languedoc a Francia y puso fin al conflicto conocido como Cruzada albigense.
Tras la firma de un nuevo Tratado de París (1259), Enrique III de Inglaterra renunciaba formalmente a todas las posesiones de sus antepasados normandos y a todos los derechos que pudieran corresponderle. Esto incluía la pérdida de Normandía, Anjou y todas sus demás posesiones salvo Gascuña y Aquitania, que había heredado por vía materna. Estas dos regiones quedaban sometidas al homenaje, una especie de pago, renta o tributo que Enrique otorgaría al rey francés para conservarlas. En 1329, el rey Eduardo III de Inglaterra rinde homenaje de Aquitania a Felipe de Valois.
El 8 de mayo de 1360, por el Tratado de Brétigny, Francia perdió Aquitania (Guyena, Gascuña, Quercy, Rouergue, Limousin y Poitou), el Ponthieu y Calais nuevamente a beneficio de los ingleses. La rivalidad entre las dos coronas condujo a la Guerra de los Cien Años, en 1337. Lo esencial del territorio francés fue recuperado, salvo la Guyena, por Bertrand du Guesclin en las décadas de 1370 y 1380 .
En 1450, Carlos VII de Francia ataca Normandía y Gascuña y aniquila al ejército inglés en Fromigny. Los ingleses comienzan a perder sus territorios. Tres años más tarde, en 1453, Carlos toma Burdeos y Aquitania, recuperando toda Francia salvo Calais. Este hecho pone fin de la Guerra de los Cien Años e incorporá finalmente las tierras de Aquitania a los dominios de la Corona francesa.

### El reino de Aquitania, luego ducado, bajo los merovingios

Mapa de la Novempopulania y sus pueblos aquitanos

La Aquitania histórica difiere de la actual región administrativa francesa: bajo el imperio romano se confundía con la Novem Populani, que tenía como centros principales Narbona, Toulouse, Auch y Dax y comprendía todo el sur oeste francés en un territorio comprendido entre los montes Pirineos, el golfo de Vizcaya, el mar Mediterráneo, incluyendo el macizo Central y llegando, por el norte, hasta el río Loira. La región histórica de Aquitania —toda la actual Francia centro-meridional, incluidas la Gascuña y Septimania— tras la disolución del imperio romano, formó parte del reino visigodo de Tolosa, que en 507, con la batalla de Vouillé fue conquistado por los francos —con excepción de la Septimania.
Bajo los reyes merovingios, Aquitania formó parte de los reinos de Neustria —o de Austrasia— o de Burgundia y fue gobernada por duques.
En 629, Cariberto II estipuló un acuerdo, firmado en 631 con el hermanastro Dagoberto I, obteniendo de Neustria el nuevo reino de Aquitania, que comprendía también la Gascuña y el tolosano, constituido por los feudos de su tío Brodulfo, que había sido asesinado por orden de Dagoberto y le sucedió el hijo, Childerico, también él mandado matar pocos meses después. Bertrando, tras someter al otro hijo de Chilperico, se dio en vasallaje a Dagoberto, haciéndose reconocer con el título de duque de Aquitania, junto con Boggis, también él hijo pretendido del rey: ambos probablemente eran nobles aquitanos o gascones que habían emparentado con los merovingios. Dagoberto, que quedó como jefe de todo el reino de los francos en 635, tuvo que afrontar una rebelión de los vascones, que, al parecer, fue sostenida por Boggio, quien logró hacerse reconocer como duque de Aquitania y de Gascuña y, tras la muerte de Dagoberto I (639), con sus sucesores, los así llamados reyes holgazanes, el duque Boggio logró obtener una cierta independencia de los reyes merovingios.
Tras el gobierno de los duques Félix y Lupo I, en 715 el duque Odón el Grande, probablemente hijo de Lupo I, aprovechándose de la guerra entre Neustria y Austrasia, se declaró independiente del reino de los francos y se hizo llamar rey. En 718 el título le fue reconocido por Chilperico II de Neustria y por su senescal, Ragenfrido, a cambio de su apoyo contra el reino de Austrasia, del que era senescal Carlos Martel. Tras la batalla de Soissons en 719 hizo las paces con este último, entregándole a Chilperico II y sus tesoros.
Luego Odón se dedicó a combatir contra los sarracenos provenientes de la península ibérica, que acababan de conquistar; estos habían invadido Septimania (720), ocupado Narbona, y al año siguiente habían penetrado en Aquitania y puesto asedio a Tolosa. El 9 de junio de 721 Odón realizó un ataque sorpresa al valí de al-Ándalus (gobernador), el emir As-Samh ibn Malik al-Jawlani y obtuvo una importante victoria en la batalla de Tolosa. El papa Gregorio III, para celebrar el hecho, envió regalos directamente a Odón, legitimando así su independencia del reino de los francos. En 726 mató él mismo al nuevo wali de al-Ándalus, el emir Anbasa ibn Suhaym al-Kalbi que estaba dirigiendo un ataque en sus territorios.
En el año 731, Carlos Martel, que se oponía ya a la independencia del ducado, atacó Aquitania y el wali de al-Ándalus, el emir Abd ar-Rahman ibn Abd Allah al-Gafiqi, aprovechó la ocasión para atacar Gascuña, logrando una victoria en la batalla del Garona junto a Burdeos en 732. Odón pensó inicialmente en unirse con los sarracenos para combatir a Carlos Martel, pero a causa de los saqueos árabes contra los monasterios de Aquitania, se alió con Martel contra los moros participando a su lado en la batalla de Poitiers ese mismo año.
En 735 Odón se retiró a un convento y abdicó a favor de su hijo Hunaldo, que continuó combatiendo contra Carlos Martel y en 741, a su muerte, se declaró nuevamente independiente y se alió con Odilón I de Baviera y con Grifón, su hijo natural. Pipino y Carlomagno en 744 lo obligaron a abdicar a favor del hijo Gaifero. Dado que Gaifero también mantenía la política de independencia de su padre, Pipino volvió a Aquitania y en el año 768 se adueñó de Burdeos, capturó a la madre, a la hermana y a los sobrinos de Gaifero, y ese mismo año lo mató.

### El ducado de Aquitania, luego reino, bajo los carolingios

Aquitania bajo Carlomagno

Tras la muerte de Gaiferos, su hijo Hunaldo II le sucedió como duque de Aquitania y continuó la política paterna de oposición al rey de los francos, Pipino, pero fue derrotado por los hijos de este, que se adueñaron del ducado y se proclamaron reyes de Aquitania oriental y occidental. Hunaldo se refugió en Gascuña junto a su abuelo materno Lope II de Vasconia, que un año después (769) fue obligado a entregar a su nieto y a su esposa a Carlomagno, haciéndole acto de sumisión y obteniendo a cambio la confirmación del título de duque de Vasconia; el sur de Aquitania y parte de Septimania, con el título de conde de Tolosa, fue concedida a Torsone, primo de Hunaldo II, de quien no se tienen noticias ciertas sobre su muerte y que no dejó herederos, mientras el resto de Aquitania fue incorporado al reino de los francos.
Tras la muerte de Carlomán I, todo el reino de los francos fue gobernado por Carlomagno que, en 781 nombró nuevamente un rey de Aquitania, en la persona de su hijo Ludovico Pío, que, dado que tenía solo 3 años de edad, tuvo como tutores, con el título de duques de Aquitania, primero a Torsone de Tolosa (en 788, capturado por Adelrico de Vasconia y destituido) y luego el nuevo conde de Tolosa y duque de Aquitania Guillermo I de Tolosa, que tuvo que combatir tanto a los vascos como a los moros.
En 793 el emir de Córdoba, Hisham I, hijo y sucesor del primer emir omeya Abd al-Rahman I, proclamaron la guerra santa contra los cristianos del norte; reunió dos grandes ejércitos que atacaron al mismo tiempo tanto el reino de Asturias como Aquitania, donde Guillermo I de Tolosa, cerca de Narbona, fue derrotado pero tras una firme resistencia que atenuó el ímpetu de los moros. Guillermo pasó a la ofensiva y en 801 participó en la conquista de Barcelona, junto con Ademaro de Narbona y llegó a ser marqués de la Marca Hispánica. Narbona fue liberada en 803.
En 814, Pipino I recibió de su padre, Ludovico Pío, que ya era emperador, el reino de Aquitania y en 817 recibió el título de rey de Aquitania y pidió al duque de Vasconia García, y luego, a su muerte, en 818 a su sucesor, Lope III que reconociera la autoridad real de Aquitania sobre Vasconia. Como estos se negaran, en 819 atacó Vasconia, derrotó al duque y lo depuso, dando Vasconia en administración a uno de sus consejeros, el conde de Tolosa, Berenguer el Sabio, que fuera tío del Emperador Berenguer.
En 830, Pipino I se rebeló contra su padre, junto a los hermanos Lotario I y Luis el Germánico y reunió un ejército de gascones y neustrianos y avanzó hacia París. Se encontró con su padre en Compiègne, lo derrotó y lo capturó, pero la rebelión falló por el desacuerdo entre los tres hermanos.
Pipino I retomó la rebelión en 832, bien pronto seguido por su hermano Ludovico, que levantó a Baviera. El padre, el emperador, Ludovico Pío, entonces avanzó a Aquitania, pero Pipino I, tras retomar la iniciativa, ocupó algunas tierras imperiales como Limoges. Al año siguiente Lotario se unió a sus hermanos y en 833, con el apoyo del arzobispo de Reims. Depusieron al padre y, al dividirse los dominios del imperio proclamaron emperador a Lotario. Sin embargo, inmediatamente después se manifestaron desencuentros entre los hermanos, y en 834, Ludovico Pío fue reintegrado en el trono imperial y Pipino volvió a ser solo rey de Aquitania, y a su muerte, el 13 de noviembre de 838, Ludovico Pío asignó el reino de Aquitania a Carlos el Calvo, hijo de su segunda mujer, Judith de Baviera.
Los nobles de Aquitania que querían mantener la independencia del reino, eligieron como rey al hijo de Pipino I, Pipino II de Aquitania. Pero el 839, el emperador, Ludovico Pío desheredó a Pipino II y pidió a los aquitanos que lo enviaran a Aquisgrán, a la corte imperial; pero los aquitanos se negaron; así Pipino mantuvo el control de Aquitania, mientras que Carlos continuó siendo rey de Francia.
En 841 Pipino se enfrentó de nuevo, junto con el nuevo emperador, su tío Lotario I, contra los otros dos tíos. El conflicto se resolvió en la Batalla de Fontenoy, donde las tropas de Ludovico vencieron al ejército imperial, y no obstante que los gascones, encabezados por el duque Sancho II, hubieran batido al contingente de Carlos el Calvo, Pipino II tuvo que retirarse a Aquitania y continuar la lucha contra su tío Carlos el Calvo, que atacó Aquitania y depuso al conde de Tolosa, Bernardo de Septimania, que se pasó al bando de Pipino.
Pero tras la paz de Verdún) que asignaba Aquitania, Toulouse y Septimania al rey de los francos occidentales, Carlos el Calvo, este último atacó al condado de Tolosa (844) y durante el posterior asedio de Tolosa, apresó a Bernardo de Septimania. El mismo año Pipino II se alió con los normandos que, guiados por Jarl Oscar, llegaron a Tolosa, la saquearon pero no lograron liberar a Bernardo que fue condenado a decapitación, por traición y luego ajusticiado por los hombres de Carlos el Calvo.
En el año 845 Pipino II convenció al conde de Burdeos, Simón II a cambiar de campo, nombrándolo duque de Gascuña, en oposición al conde de Vasconia Sancho II, que entonces era fiel a Carlos el Calvo. Simón al intentar volver a Burdeos, fue capturado y ajusticiado por los seguidores de Carlos.
En 847 Burdeos fue reconquistada por las tropas de Pipino II y confiada a Jarl Oscar; la entrega de la ciudad más grande de Aquitania en manos de un pirata aventurero le retiró la simpatía de los aquitanos que lo apoyaban y tras un año toda la nobleza lo abandonó y, en 848, apoyaron la elección de Carlos el Calvo como rey de Francia y de Aquitania. Pipino II con sus aliados normandos logró volver a Burdeos, que había sido perdida y liberar a sus aliados, el conde de Tolosa Guillermo de Septimania, que había sido desposeído del condado de Tolosa, el cual, en el año 849 Carlos el Calvo asignó a Fredelón de Rouergue, mientras Guillermo conquistaba Barcelona y Pipino II llevaba la guerra a Septimania.
Tras la derrota y la ejecución de Guillermo en Barcelona, Pipino II se refugió en Vasconia, donde fue hecho prisionero y luego entregado a Carlos el Calvo por Sancho II, que así obtuvo de nuevo el título de duque de Vasconia.
Luego de que Carlos el Calvo, en 852, encerrase a Pipino II en un monasterio, los nobles aquitanos, que no querían como rey a Carlos el Calvo, enviaron mensajeros a Ludovico II para ofrecerle la corona de Aquitania, y advirtiendo que si se rehusaba irían a los vikingos o sarracenos. Ludovico designó, como rey de Aquitania, a su hijo Ludovico el Joven, que atacó a Carlos el Calvo y, en 855, llegó incluso a Limoges. Entonces, Pipino II abandonó el monasterio y reunió en torno a sí a varios nobles que abandonaron a Ludovico el Joven, quien volvió a Baviera.
Durante el mismo período, Carlos el Calvo, tras asumir la corona de Aquitania, nombró duque de Aquitania a Ranulfo I de Poitiers como representante suyo y continuó, incluso después de haber hecho coronar a su hijo Carlos III el Niño, en el año 855, como rey de Aquitania, en Limoges. Pero los nobles aquitanos rechazaron como rey a un niño y continuaron apoyando a Pipino II, que se aprovechó de ello para atacar todavía a Carlos el Calvo y a su hijo y logró mantenerlo ocupado, mientras los normandos -que se habían establecido en el valle del Loira devastaban Poitiers, Angouleme, Périgueux, Limoges, Clermont y Bourges; Pipino II recuperó algunos territorios, pero sin volver a tener el control de toda Aquitania (Carlos III, el rey oficial, controlaba el Norte de Aquitania mientras que Pipino II el sur), y en 864, al intentar un ataque a Toulouse, fue capturado y hecho prisionero en Senlis, donde murió.
Después de que Pipino II había sido hecho prisionero, disminuyeron también las incursiones de sus aliados, normandos, que en pocos años dejaron Aquitania para ir en busca de otros lugares (valle del Sena e Inglaterra).
Los tres reyes que sucedieron a Carlos el Niño, Luis II, Carlomán II,y Carlos el Gordo no tuvieron mucho tiempo para ocuparse de Aquitania, y cuando Carlos el Gordo fue declarado incapaz y depuesto, Ranulfo II de Poitiers fue nombrado duque de Aquitania por los nobles en la asamblea de Bourges.

### Independencia del ducado de Aquitania

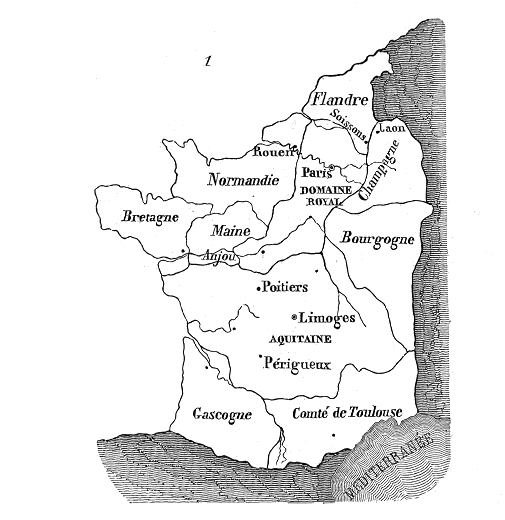
Francia del siglo X

En 888, cuando murió Carlos el Gordo, Ranulfo II se autoproclamó rey de Aquitania (el título fue abandonado tras su muerte) y tomó bajo su protección al joven Carlos el Simple, tercer hijo de Luis el Tartamudo y legítimo heredero al trono y logró capitanear, en 889, una campaña militar del rey de Francia Odón, que no reconocía como tal. Murió, muy probablemente envenenado, en 890, y le sucedió el hijo ilegítimo Ebalus el Bastardo en Aquitania y el otro hijo Ranulfo III en el condado de Poitiers.
En 892 Aymar de Poitiers con el apoyo del rey de Francia Odón I conquistó Poitiers y recibió el título de conde por parte del rey y entró en Aquitania. Rainulfo III, con Ebles, se refugió en Auvernia junto al conde Guillermo el Piadoso, que aprovechó para conquistar, en 893 la Aquitania, excepto el condado de Poitiers, que Ebles, en 902, con un ejército que Guillermo le puso a disposición, reconquistó y el nuevo rey de Francia, Carlos III (con quien había crecido Ebles en la corte de Ranulfo II) le concedió el título de conde de Poitiers, tras la muerte de Ranulfo III.
Tras la muerte (918) de Guillermo el Piadoso, en el ducado de Aquitania le sucedieron los sobrinos Guillermo el Joven y Alfredo, que nombró como heredero al conde de Poitiers, Ebles, que, en el 927, le sucedió con los títulos de duque de Aquitania, conde de Auvernia y conde de Berry. Durante el período de gobierno de Guillermo el Piadoso, y de sus sobrinos, Guillermo el Joven y Alfredo, se produjeron diversas incursiones de los vikingos, que estaban en la cuenca del Sena y que luego se fueron a las cercanías del Loira, saqueando y destruyendo toda Aquitania especialmente las zonas limítrofes al río.
En 929, el rey de Francia, Raúl I, que quería reducir la potencia de Ebles, primero le quitó el condado de Berry y luego, en 932 transfirió los títulos de duque de Aquitania y conde de Auvernia al conde de Tolosa Ramón Ponce, dejando el condado de Poitiers, a la muerte de Ebles a su hijo Guillermo III, que luego, a la muerte de Ramón Ponce, recibió el título de conde de Auvernia, mientras la cancillería real no le concedió la de duque de Aquitania, porque este título fue dado al duque de París, Hugo el Grande, que con el apoyo de Guillermo y el nuevo rey de Luis IV intentó ocupar Aquitania pero fue derrotado por Guillermo y el nuevo rey de Francia Lotario, en 955 apoyó a Hufo en el asedio de Poitiers, pero este resistió.
En 956, tras la muerte de Hugo el Grande, el hijo Hugo Capeto obtuvo el título de duque de Aquitania, pero no hizo nada para conquistarla: de ahí que Aquitania quedara en posesión de Guillermo, que después de acercarse a Lotario, obtuvo el cargo de abad de Saint-Hilaire-le-Grand, que quedará unida al de conde de Poitiers y finalmente en 959 le fue concedido el título de conde del ducado de Aquitania, y luego, entre 962 y 963, parece, que le fue reconocido el título de duque de Aquitania.
En 963, su hijo Guillermo IV le sucedió en los títulos de duque de Aquitania y conde de Poitiers, mientras que el condado de Auvernia fue concedido como vizcondado a Roberto II de Clermont. Guillermo IV, después de encontrarse con el conde Godofredo I a quien quitó la ciudad de Loudun, en 988, no reconoció la elección a rey de Francia de su cuñado Hugo Capeto, quien, al recordar que su predecesor el rey Lotario le había asignado el ducado de Aquitania -al que renunció tras un acuerdo con Guillermo IV- ahora lo pretendió de este. Tras recibir una negativa, atacó Aquitania, pero el ejército real fue derrotado en el valle del Loira. Acogió luego en su palacio de Poitiers, al joven Luis (980 y muerto alrededor de 1010), carolingio, hijo del pretendiente al trono de Francia, Carlos de Baja Lorena (953-983) aprisionado en París por Hugo Capeto, tratándolo con el respeto debido al pretendiente al trono.
El sucesor, Guillermo V se reconoció vasallo del rey de Francia, Roberto II para buscar ayuda contra el conde Bosón II de la Marca; pero su expedición resultó un fracaso; fue derrotado por el conde de Anjou Fulco III de Anjou (972-1040) a quien debió ceder un vasto territorio que incluía las ciudades de Loudun y Mirebeau; en 1006 sufrió una fuerte derrota por parte de los normandos. Finalmente debió ceder a su vasallo, el conde de Angulema, Guillermo II, los territorios de las comunas de Confolens, Ruffec y Chabanais. En 1020 logró aplicar la paz de Dios (iniciativa comenzada por querer de la Iglesia católica), que preveía resolver los problemas entre vasallos con consejos y ayuda recíproca, en Aquitania.
En 1030 le sucedió el hijo Guillermo VI, mientras que en 1032, el hijo Odón II de Vasconia sucedió a su tío Sancho VI, como duque de Vasconia. En 1033 Guillermo VI fue hecho prisionero por su padrino, conde de Anjou, Godofredo 1006-1067, en una batalla en las cercanías de Moncontour; fue liberado solo tres años después tras el pago de un rescate (la cesión de la ciudad de Saintes y Burdeos). Apenas fue liberado retomó la guerra, pero, derrotado, debió ceder también la isla de Oléron. Guillermo VI murió sin dejar herederos en el año 1038, y dejó sus títulos al hermanastro Eudes de Poitiers, hijo de segundas nupcias de su padre y Brisca (o Priscila) de Vasconia, hija del duque Guillermo I de Vasconia. Pero la madrina, tercera mujer de su padre, Guillermo V, Inés de Borgoña y su propio hijo Guillermo le disputaron la herencia y lo derrotaron y asesinaron en 1039 en la batalla de Mauzé-Thourzais; como duque de Aquitania le sucedió Guillermo con el nombre de Guillermo VII y Guillermo V, conde de Poitiers mientras como duque de Vasconia y conde de Burdeos le sucedió el hijo de la hermana Adelaida de Aquitania, Bernardo II (llamado Bernardo II Tumapaler). Guillermo VII murió de disentería en el año 1058, durante el asedio de Saumur, donde había obligado al padrino, Godofredo Martel, con quien estaba en guerra por una cuestión territorial; en los títulos le sucedió el hermano Guido Godofredo de Poitiers, que llegó a ser duque de Vasconia, tras derrotar, cerca del río Ardour al duque Bernard II Tumapaler.

### Reunificación con el ducado de Vasconia
En el año 1058 Guido Godofredo de Poitiers heredó también los títulos de duque de Aquitania y de conde de Poitou tomando el nombre de Guillermo VIII de Aquitania; desde este momento los dos ducados, de Aquitania y de Vasconia, nuevamente reunidos, siguieron la misma suerte. En 1060 el conde Guillermo IV de Tolosa atacó Burdeos; por represalia el duque de Aquitania asaltó y ocupó Toulouse. Al mismo tiempo Guillermo VIII entró en conflicto con el conde de Anjou, de Tours y del Maine Godofredo III el Barbudo (1040-1096, sobrino y sucesor de su padrino Godofredo II Martel I, y tras sufrir, en el año 1061, una derrota en los manantiales del río Boutonne, en 1062 ocupó Saintes obteniendo el control de la región de Saintonge, que le permitió reponer la unión entre Burdeos y Poitiers de la antigua calzada romana.
Guillermo VIII derrotó al conde de Armagnac, en 1063 y repuso la autoridad ducal sobre toda la Vasconia. Siempre en el mismo año el papa Alejandro II proclamó la cruzada por la liberación de la población de Barbastro. Guido Godofredo fue con el rey Ramiro I de Aragón entre los comandantes del asedio de la ciudad, en el curso de 1064, que llevó a su conquista y a la masacre de la población musulmana, y a un discreto botín para los vencedores. La política del ducado, siguiendo en esto a sus predecesores, estuvo fuertemente atraída por los sucesos españoles y sobre todo por la Reconquista.
A Guillermo VIII siguió el hijo Guillermo IX de Aquitania que, en el año 1097, aprovechando que el conde de Tolosa, Raimundo de Saint Gilles, había partido hacia la primera cruzada, reivindicando los derechos de su segunda mujer, Felipa, en relación con el tío, Raimundo, a pesar de que las posesiones de los cruzados estuvieran bajo la tutela de la Iglesia y eran considerados sagrados, invadió y ocupó, por primera vez, el condado de Tolosa.
Parece que en el mismo año, Guillermo II de Inglaterra, había ocupado el Vexin, territorio que pertenecía al rey de Francia, Felipe I. Guillermo IX, se unió con una alianza con Guillermo el Rojo y convencido de que muchos de los barones de Vexin iban a seguir una coalición contra el rey de Francia, se trasladó a París, defendida por los barones que se mantuvieron leales al rey de Francia, se llegó y sitiada varias veces, pero no cayó, y, en 1099, se retiró de la empresa.
En 1099, después de la caída de Jerusalén, el 15 de julio, decidió partir para Tierra Santa. A cambio de la financiación de la expedición restituyó el condado de Toulouse a su primo, el regente Bertrand, y el 6 de diciembre inició su viaje hacia Palestina.
El ejército del condado de Aquitania se encontró luchando principalmente en Anatolia y el 5 de septiembre de 1101, fue derrotado y diezmado por un ejército de selyúcidas de los monte Tauro. Continuó luchando siempre en Anatolia, hasta que nuevamente fue derrotado. Y en 1102, el duque, con su ejército, regresó a Aquitania.
En 1112, después de la muerte del conde de Tolosa y conde de Trípoli, Bertrando, Guillermo IX organizó una expedición para volver a ocupar el condado de Toulouse, y derrocó al conde Alfonso Giordano. Para financiar la empresa tolosana, había expoliado varias comunidades eclesiásticas, de modo que, entre 1113 y 1114, fue excomulgado por primera vez. En 1120, dado que la rebelión de los tolosanos adquiría fuerza, Guillermo IX fue derrotado por el asedio de los rebelde en Orange. Luego, en 1121, la pérdida del condado de Toulouse fue definitiva y Alfonso Giordano, el legítimo heredero, recuperó el condado de Toulouse.

Aquitania (rosa) en la Francia del 1154.

Francia en el 1330 (al comienzo de la Guerra de los Cien Años). En rojo el territorio inglés; en lila y violeta, el territorio dependiente del Reino de Francia en 1330; en violeta, las posesiones de los Plantagenet en 1180 que pasaron al control de la familia real francesa desde el 1200.

En el mismo año (1120), Guillermo IX, con sus tropas de Aquitania, llegó al rey de Aragón, Alfonso I, y participó en la victoriosa batalla de Cutanda, Calamocha, provincia de Teruel, contra un ejército de moros almorávides y después de la conquista de Calatayud, permaneció en la península ibérica hasta 1123, también participó en las campañas de Alfonso I por la conquista de los territorios de Valencia, donde obtuvo algunas victorias.
Luego, entre 1126 y 1127, su hijo se convirtió en duque de Aquitania, como Guillermo X, que fue también literato, pero al mismo tiempo, un hombre de armas que participó en numerosos enfrentamientos militares locales, en particular contra el reino de Francia y también había ahogado con violencia, algunas revueltas internas en su ducado, incluyendo la rebelión de los Lusignano. En 1135, Esteban de Blois se convirtió en rey de Inglaterra y duque de Normandía. Guillermo X, se alió con el conde de Anjou, Godofredo el Bello, que reclamaba el ducado de Normandía, en nombre de su esposa, Matilde de Inglaterra y luchó en Normandía.
En el cisma de 1130 el duque de Aquitania apoyó eal antipapa Anacleto II, en oposición al papa Inocencio II, y a su propio obispo. En 1134, Guillermo X fue persuadido por Bernardo de Claraval para que aceptase la legitimidad de la Iglesia, abandonando a Anacleto y dando su apoyo a Inocencio.
En 1137, Leonor, hija de Guillermo X, se convirtió en duquesa de Aquitania y de Gascuña y condesa de Poitiers, y en ese mismo año, se casó con el rey de Francia, Luis VII. Desde ese momento hasta su divorcio, concedido el 21 de marzo de 1152, Aquitania, formó parte del reino de Francia, aunque con una administración independiente.
En seguida, el 18 de mayo de 1152, el día de Pentecostés, Leonor se casó con Enrique, conde de Anjou y duque de Normandía, once años menor que ella, que, el 19 de diciembre de 1154, fue coronado rey de Inglaterra, bajo el nombre Enrique II, por lo que la Aquitania, con Gascuña, se convirtió en un feudo inglés en suelo francés. En términos del feudalismo, la situación era un tanto ambigua: el rey inglés en realidad era un vasallo de los franceses a este lado del Canal, mientras que al otro lado era su igual. Con la consolidación de la monarquía francesa en un estado absoluto la situación se volvió insostenible y llevó a la guerra de los Cien Años, tras lo cual el ducado regresó a los franceses (entre 1451 y 1453).
Durante la guerra, Aquitania se dividió en dos partes: una pequeña parte sur-occidental del ducado, al norte de la ciudad de Burdeos, que formaba parte de Guyena, se unió con el reino de Inglaterra, y el resto del ducado quedó en el lado del rey Francia.
Después de mediados del siglo XV, el ducado de Aquitania y Gascuña se restableció finalmente y quedó completamente unido al reino de Francia.

Aquitania durante la Guerra de los Cien Años, en el 1422.

## Lista de duques de Aquitania
- Duques de Aquitania